# 比萊韋
50°5′14″N 26°54′24″E / 50.08722°N 26.90667°E
比萊韋（羅馬化：Bileve）是烏克蘭西部的村莊，隸屬赫梅利尼茨基州的舍佩蒂夫卡區。該村始建於1575年，面積2.19平方公里，海拔高度262米，2001年人口652，人口密度每平方公里298人。